# Агата (съпруга на Едуард Изгнаника)
Агата е княгиня от 11 век и съпруга на Едуард Изгнаника, некоронован наследник на английския престол.  

## Произход

### Българска принцеса
Според византолога от Историческия факултет на Университета по хуманитарни науки в Сан Диего Ян Младжов Агата е дъщеря на българския цар Гаврил Радомир, чиято майка също се е наричала Агата. През 988 г. Гаврил Радомир се развежда с първата си съпруга, унгарската принцеса Маргьорита, за да се ожени за Ирина. Унгарката се връща в родината си с малката Агата, бременна вече и с Петър Делян, когото ражда в унгарски манастир. Тази хипотеза обяснява:
- името Агата, което е от гръцки произход;
- унгарската следа и объркването с унгарската кралица, тъй като принцеса Маргарита, освен че е член на унгарската кралска фамилия, е и сестра на крал Стефан I;
- объркването с Анри Куция, тъй като Стефан I е женен тъкмо за Жизел, сестрата на Анри.

Все пак остава донякъде проблемът с датите. Ако Маргарита е родена най-рано през 967 г. и е омъжена 6-годишна за Гаврил Радомир през 973 г., би трябвало до 21-вата си година да му е родила 2 деца, нещо, което не е невъзможно. Тогава дъщеря ѝ Агата би трябвало да е родена между 983 и 988 г., т.е. около 30 години преди нейния съпруг Едуард Изгнаника, една приемлива разлика във възрастта, ако зестрата ѝ е била значителна, но в такъв случай при раждането на сина ѝ Едгар Етелинг тя би била на 75 години. Според някои източници обаче разводът на Гаврил Радомир и Маргарита е датиран около 1000 г., което означава, че ако по това време е родена Агата, то тя е била около 50-годишна, когато е родила сина си, нещо, което също е трудно за вярване. Някои хроники ѝ дават като година на раждане 1014 г., което я поставя в едно и също поколение с Едуард Изгнаника и я прави майка на Едгар Етелинг на 37 години, една възраст, на която биологично е можело да има деца. Но в такъв случай кой е нейният баща? Наистина Гаврил Радомир умира чак на следващата година, 1015 г., но дали е възможно той отново да се е върнал към първата си съпруга по това време?
Втората хипотеза за българския произход на Агата е на руската византоложка К. Капсаликова. Според нея Агата не е дъщеря, а внучка на Гаврил Радомир от неговия син Петър Делян. В този случай проблемът с разликата във възрастта между Агата и съпруга ѝ Едуард Изгнаика отпада – те са били връстници и тя е родила дъщеря си Маргарет Шотландска през 1045 г., а сина си Едгар Етелинг през 1051 г., когато тя самата е била на възраст около 20-30-годишна.
Не е ясно защо сведенията за Агата са толкова оскъдни. Възможно е това да се обяснява с факта, че когато се връща в Англия, за да се опита да си върне трона, Едуард Изгнаника да си е давал сметка, че споменаването името на един изчезнал български цар или на унгарски крал не би имало търсения ефект и затова е предпочел да представи съпругата си като роднина на крал Анри, което би му донесло повече тежест.

### Други хипотези
Според други мнения Агата е:
- Единствената дъщеря на Хайнрих II, известен още като Анри Куция, управлявал 995 – 1024 г., наследствен дук на Бавария под името Хайнрих IV, крал на Италия и Германия. Коронован за император на Свещената Римска империя;
- Дъщеря на унгарския крал Андраш I или сестра на неговата съпруга, кралица Анастасия. Към 1050 г., годината на зачеването на Едгар Етелинг, подобна неясна формулировка предполага възможност за избор между две вдовици, сестри на Анастасия. Самият крал Андраш е роден през 1014 г., само 2 години преди Едуард Изгнаника, т.е. двамата са връстници. Към момента на зачеването на Едгар Етелинг Андраш вече от 4 години е на унгарския престол. От 1037 г. е женен за Анастасия, дъщеря на Ярослав I, великият княз на Киев – градът, в който Едуард Изгнаникът е подслонен, когато е на по-малко от годинка. Две други дъщери на Ярослав I са омъжени за крале и са вдовици: Анна, омъжена за френския крал Анри I и Елисавета, омъжена за норвежкия крал Харалд III. Възможно е като кралски потомък Едуард Изгнаника да е станал съпруг на някоя от тях и съответно да е бил приет за зет от Ярослав I.
- Сестра на Матилда Фризийска, съпругата на Анри I, официално считан за братовчед на Анри Куция или негов полубрат според други източници.

## Потомство
Тя е майка на:
- Маргарет Шотландска (* около 1045, † 1093), ∞ за Малкълм III Шотландски, кралица на Шотландия, канонизирана (1251) и обявена за покровителка на Шотландия (1673);
- Кристина, игуменка на абатство Ромси в Хампшър;
- Едгар Етелинг (* ок. 1051, † 1126), некоронован крал на Англия.